# Helmut von Verschuer
Helmut Freiherr von Verschuer (geboren 6. Dezember 1926 in Tübingen; gestorben 15. März 2024), auf europäischer Ebene auch Helmut van Verschuer genannt, war ein deutscher Europabeamter und Agrarpolitiker. Er lebte seit 1958 in Belgien.

## Leben
Helmut von Verschuer gehörte der ursprünglich niederländischen Adelsfamilie (van bzw. von) Verschuer an und war ein Sohn des Mediziners Otmar von Verschuer, der ein führender Vertreter der Humangenetik in der Zeit des Nationalsozialismus und in der Bundesrepublik war. Er besuchte in Frankfurt am Main die Musterschule und studierte Agrarwissenschaft an der Technischen Hochschule München in München-Weihenstephan (1947–1948) und der Universität Gießen (1948–1950, Diplom-Landwirt) und wurde 1956 an der Universität Göttingen promoviert. Von 1952 bis 1958 war er Beamter im deutschen Landwirtschaftsministerium. Von Verschuer nahm zwischen 1952 und 1954 in der deutschen Delegation an den Verhandlungen für eine Agrarunion („Pool vert“) in Westeuropa teil und 1956 bis 1958 an den Verhandlungen, die zu den Römischen Verträgen führten.
Von Verschuer wechselte 1958 als Europabeamter nach Brüssel zur neu aufzubauenden Generaldirektion Landwirtschaft der Europäischen Kommission und wurde dort 29 Jahre später pensioniert. Er leitete von 1958 bis 1967 als Assistent das Sekretariat des ersten Generaldirektors für Landwirtschaft Louis-Georges Rabot und war von 1967 bis 1972 als Direktor zuständig für die internationalen Angelegenheiten und Beitrittsverhandlungen. Von 1972 bis 1986 war er stellvertretender Generaldirektor mit den Direktionen Wirtschaft, Agrarstruktur und Ausrichtungs- und Garantiefonds für die Landwirtschaft.  
1979 übernahm er die Direktion „Internationale Angelegenheiten der Landwirtschaft“ und damit unter anderem die Beitrittsverhandlung im Agrarsektor mit Spanien und Portugal und die Eröffnung der Uruguay-Runde des GATT. 1987 trat er in den Ruhestand, war aber noch für ein Jahr Sonderberater bei der Ausarbeitung des ersten Entwurfs des Kommissionsdokumentes „Zukunft des ländlichen Raumes“. Von Verschuer verfasste zahlreiche Schriften zur Gemeinsamen Agrarpolitik. 
Von Verschuer war wie seine Eltern in der evangelischen Kirchengemeinde aktiv und machte ab 1942 in Berlin im offiziell verbotenen Gemeindejugendkreis beim Pfarrer Herbert Mochalski mit. In Brüssel wurde er später Präsident der „Association œcuménique européenne pour église et société Bruxelles“. Er lebte nach seiner Pensionierung in Brüssel.
Der Genetiker Benno Müller-Hill, Jahrgang 1933, führte Anfang der 1980er Jahre ein Gespräch mit von Verschuer über seinen Vater, dessen Doktorand und Assistent Josef Mengele mit seiner jungen Familie zuweilen Gast zum Tee bei Herrn und Frau von Verschuer gewesen sei. Von Verschuer stellte sich in dem Gespräch weitgehend ahnungslos über die Zusammenarbeit Otmar von Verschuers mit Mengele, der aus dem KZ Auschwitz Präparate von speziell selektierten ermordeten KZ-Häftlingen an dessen Berliner Institut geschickt hatte, für deren Untersuchung Otmar von Verschuer DFG-Mittel beantragt hatte. Warum Otmar von Verschuer nach Kriegsende den Briefwechsel mit Mengele vernichtet habe, darüber habe sein Vater mit ihm nie gesprochen, sich aber wohl über „Verleumdungen“ enttäuscht gezeigt, denen er sich nach dem Krieg durch seine ehemaligen Mitarbeiter Hans Nachtsheim und Kurt Gottschaldt ausgesetzt gesehen habe. Von Verschuer wurde weiterhin 2002 von der deutschen Historikerin Carola Sachse und auch von der US-amerikanischen Wissenschaftshistorikerin Sheila Faith Weiss befragt, die die Hoffnung hatte, eine Biografie über Otmar von Verschuer zustande zu bringen.
Er war Vater des Schauspielers Leopold von Verschuer.

## Schriften (Auswahl)
- Vorträge, Zeitschriftenartikel und Artikel in Sammelwerken zur Landwirtschaftspolitik (Bibliotheksbestände siehe KVK)
- Die verbundene Maschinenhaltung in der französischen Landwirtschaft. Göttingen, Diss. 1956
- Wie ich vor 60 Jahren das Ende des Krieges erlebte : Briefe, Tagebuch und Erinnerungen. Als Manuskript gedruckt. Nentershausen : H. v. Verschuer, 2004
- Wie ich zur Landwirtschaft kam und die Entstehung der europäischen Agrarpolitik erlebt habe : Erinnerungen. Als Manuskript gedruckt. Stadtroda, 2017